# Comté de Durham (Caroline du Nord)
Pour les articles homonymes, voir Comté de Durham.
Le comté de Durham est un comté situé dans l'État de Caroline du Nord aux États-Unis. Le siège du comté est la ville de Durham qui s'étend sur un tiers de la superficie du comté et regroupe 80 % de ses habitants.
Le comté est situé dans le piedmont de l'État et fait partie de l'aire métropolitaine de Raleigh-Durham.

## Histoire
Le comté a été constitué le 17 avril 1881, à partir des comtés d'Orange et de Wake. Il porte le nom de sa ville siège.

## Communautés

### Cities
- Durham
- Raleigh

### Towns
- Chapel Hill
- Morrisville

## Census-designated places
- Gorman
- Rougemont

### Zones non incorporées
- Bahama (en)
- Bethesda
- Genlee
- Lowe's Grove
- Oak Grove
- Braggtown

## Démographie
| Groupe            | Comté de Durham | Caroline du Nord | États-Unis |
| ----------------- | --------------- | ---------------- | ---------- |
| Blancs            | 46,4            | 68,5             | 72,4       |
| Afro-Américains   | 38,0            | 21,5             | 12,6       |
| Autres            | 7,9             | 4,4              | 6,4        |
| Métis             | 7,9             | 2,2              | 2,9        |
| Asiatiques        | 4,6             | 2,2              | 4,8        |
| Amérindiens       | 0,5             | 1,3              | 0,9        |
| Total             | 100             | 100              | 100        |
|                   |                 |                  |            |
| Latino-Américains | 13,5            | 8,4              | 16,7       |

Selon l'American Community Survey, pour la période 2011-2015, 80,57 % de la population âgée de plus de 5 ans déclare parler anglais à la maison, alors que 12,45 % déclare parler l'espagnol, 1,30 % une langue chinoise, 0,87 % une langue africaine, 0,66 % le français et 4,15 % une autre langue.
| 1890   | 1900   | 1910   | 1920   | 1930   | 1940   |
| ------ | ------ | ------ | ------ | ------ | ------ |
| 18 041 | 26 233 | 35 276 | 42 219 | 67 196 | 80 244 |

| 1950    | 1960    | 1970    | 1980    | 1990    | 2000    |
| ------- | ------- | ------- | ------- | ------- | ------- |
| 101 639 | 111 995 | 132 681 | 152 785 | 181 835 | 223 314 |

| 2010    | - | - | - | - | - |
| ------- | - | - | - | - | - |
| 267 587 | - | - | - | - | - |